# Kiss Ádám (fizikus)
Kiss Ádám (Budapest, 1942. október 16. –) magyar fizikus, az ELTE Természettudományi Kar egyetemi tanára és dékánja 1990 és 1997 között.

## Tanulmányai
1960-ban érettségizett a budapesti II. Rákóczi Ferenc gimnáziumban. 
1960-1965 között az Eötvös Loránd Tudomány Egyetem Természettudományi Kara (ELTE TTK) fizika szakának hallgatója volt. Fizikus oklevelet 1965-ben szerzett. 

## Munkahelyei
1965 óta az ELTE Atomfizikai Tanszékének munkatársa, 1990 óta egyetemi tanár.  
1970-ben egyetemi doktorátust, 1976-ban kandidátusi fokozatot szerzett.  
1989-ben lett a fizikai tudományok doktora.  
1990 óta egyetemi tanár.  
1971-76 között összesen 2 és fél éven át a Német Szövetségi Köztársaságban végzett kutatómunkát. 
1981-től 2014-ig folyamatosan magyar-amerikai közös magfizikai tudományos kutatások magyar vezetője volt. 
1998 és 2002 között az Oktatási Minisztérium Felsőoktatásért és Tudományért felelős helyettes államtitkára. 
Kiss Ádámnak a Magyar Tudományos Művek Tára (MTMT) szerint több mint háromszáz tudományos közleménye jelent meg, amelyekre 2022-ig több mint 13000 független idézet ismert a nemzetközi szakirodalomban. Kiss Ádám Hirsch indexe 67. 
2012 óta az ELTE TTK professor emeritusa.  
Kiss Ádám kutatási és oktatási területe a magfizika, környezetfizika és az energetika. 

## Szakmai és közéleti megbízásai
1990-1997 ELTE Természettudományi Karának dékánja, 
1998-2002 az Oktatási Minisztérium felsőoktatásért és tudományért felelős helyettes államtitkára, 
1997-től 2007-ig (két részletben): az ELTE Atomfizikai Tanszékének vezetője, 
1997-2012: az ELTE TTK Környezettudományi Centrumának és a Környezettudományi Doktori Iskolájának alapító vezetője, 
2009-2013: Budapesti Egyetemi Atlétikai Klub (BEAC) elnöke, 
2012-2020: Magyar Egyetemi-Főiskolai Sportszövetség elnöke, 
2010-2022: az Országos Atomenergia Hivatal Tudományos Tanácsának elnöke. 

## Díjai, elismerései
- 1974: az Eötvös Loránd Fizikai Társulat Gyulay Zoltán díja
- 1988: a Magyar Tudományos Akadémia Fizikai Díja
- 1999: az Országos Tudományos Diákköri Tanács Honoris Causa Pro Sciencia Aranyérme
- 2005: Simonyi Károly díj
- 2012: Magyar Érdemrend Tiszti Keresztje
- 2012: Professor Emeritus cím, Eötvös Egyetem
- 2013: az Eötvös Loránd Tudományegyetem Arany Emlékérme
- 2017: a Testnevelési Egyetem díszdoktori címe
- 2017: Magyar Olimpiai Bizottság Fair Play Bizottságának Fair Play Diplomája
- 2018: a Lengyel Egyetemi Sportszövetség Érdem-plakettje
- 2020: a Magyar Egyetemi-Főiskolai Sportszövetség Örökös Tagja
- 2021: az Európai Egyetemi Sportszövetség Érdemérme
- 2021: Eszterházy Miksa-díj
- 2022: MTA Eötvös József Koszorúja tudományos életművéért

## Nyelvismerete
Angol és német: felsőfokú tárgyalási és előadási szint. 

## Családja
Nős, két gyermeke és két unokája van. 